# Notenkraker (gereedschap)

Hoe een notenkraker gebruikt wordt

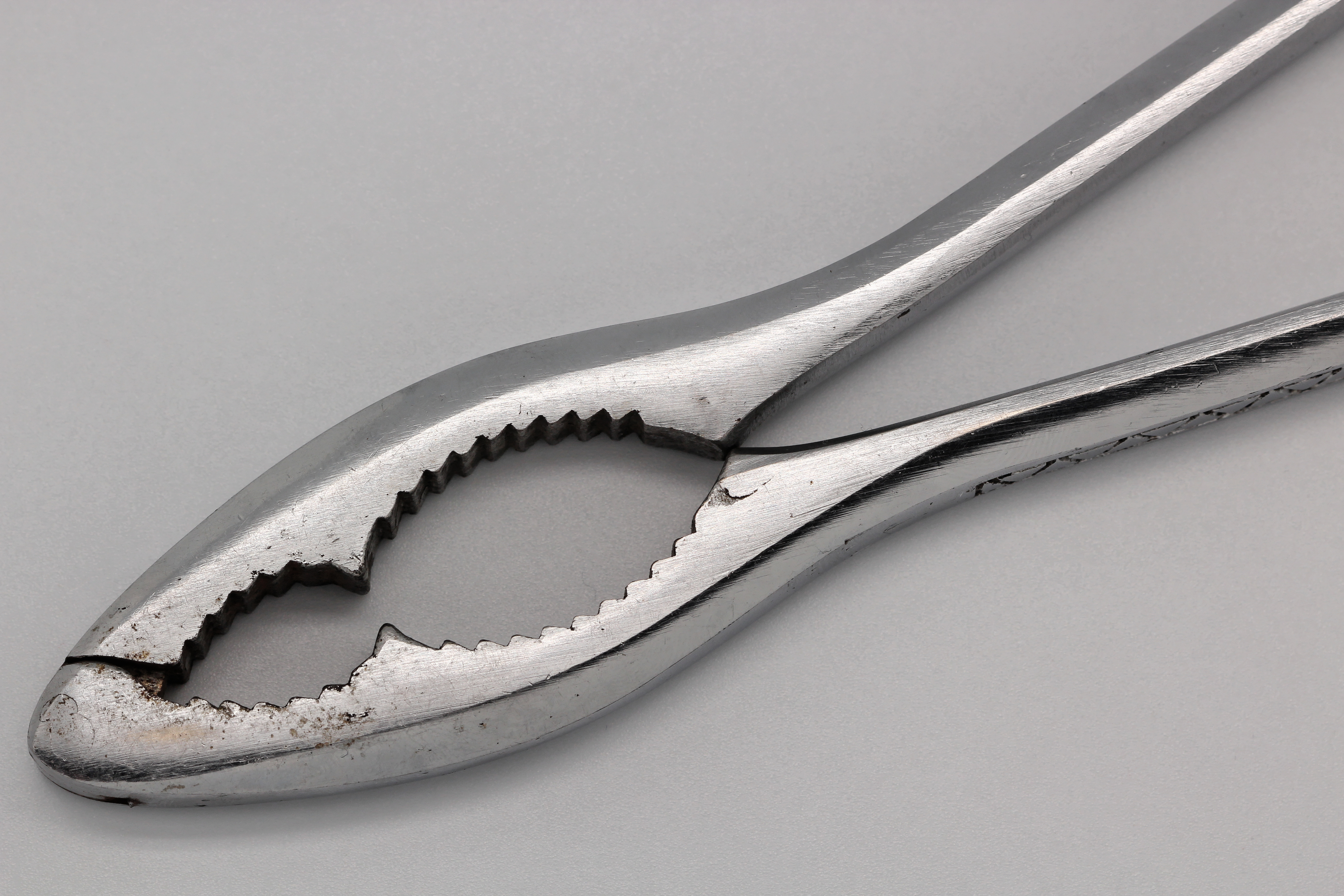
Moderne notenkraker

Een notenkraker is (huishoudelijk) gereedschap waarmee men noten kan openen, zodat men de inhoud kan consumeren.
Een notenkraker werkt meestal volgens het hefboomprincipe, maar er zijn ook bij die als een bankschroef (aandraaiend) de noten kraken.

## Functies
Noten werden historisch gezien geopend met behulp van een hamer en een aambeeld, vaak gemaakt van steen. Sommige noten, zoals walnoten, kunnen ook met de hand worden geopend, door de noot in de palm van de hand te houden en druk uit te oefenen met de andere handpalm of duim, of door een andere noot te gebruiken.
Fabrikanten produceren moderne functionele notenkrakers die meestal enigszins op tangen lijken, maar met het draaipunt aan het uiteinde voorbij de noot, in plaats van in het midden. Deze worden ook gebruikt om de schalen van krabben en kreeften te kraken, zodat het vlees erin eetbaar wordt. Scharnierende hefboomnotenkrakers, vaak een "paar notenkrakers" genoemd, dateren mogelijk uit het oude Griekenland. In de 14e eeuw werden in Europa notenkrakers gedocumenteerd in Engeland, waaronder in de Canterbury Tales, en in Frankrijk.

## Decoratief
Notenkrakers in de vorm van houtsnijwerk van een soldaat, ridder, koning of ander beroep bestaan al sinds ten minste de 15e eeuw. Figuurlijke notenkrakers zijn een symbool van geluk in Duitsland en een volksverhaal vertelt dat een poppenspeler een notenkrakeruitdaging won door een pop te maken met een mond als hefboom om de noten te kraken. Deze notenkrakers beelden een persoon uit met een grote mond die de bediener opent door een hefboom aan de achterkant van het beeldje op te tillen. Oorspronkelijk kon men een noot in de mond met de grote tanden steken, naar beneden drukken en daardoor de noot kraken. Moderne notenkrakers in deze stijl dienen vooral ter decoratie, vooral in de kersttijd, een seizoen waarvan ze al lang een traditioneel symbool zijn. Het ballet De Notenkraker van Pjotr Iljitsj Tsjaikovski, gebaseerd op een verhaal van E.T.A. Hoffmann, ontleent zijn naam aan deze feestelijke vakantiedecoratie.

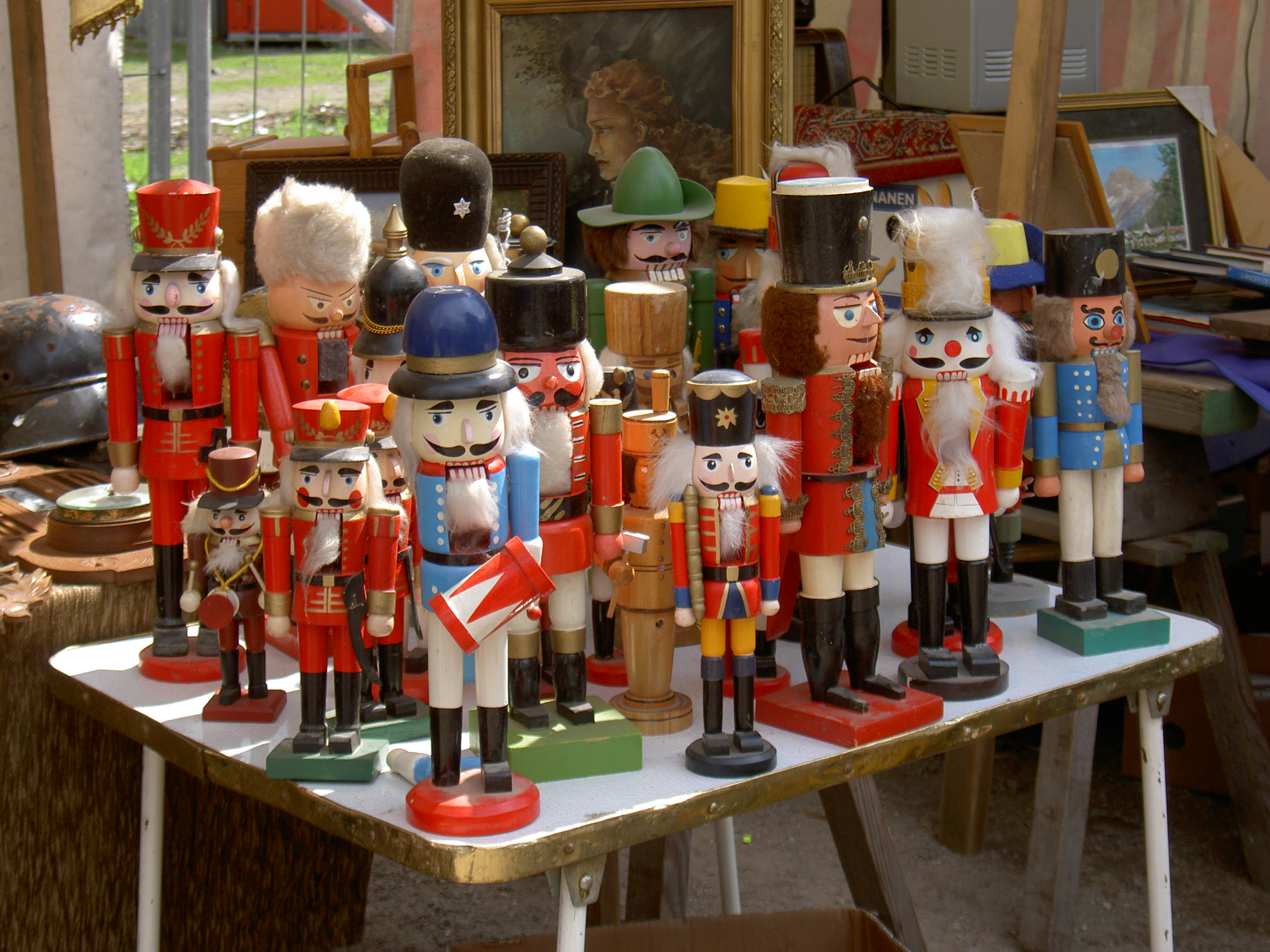
Oude houten notenkrakers in de vorm van soldaten